# Divinitat lunar

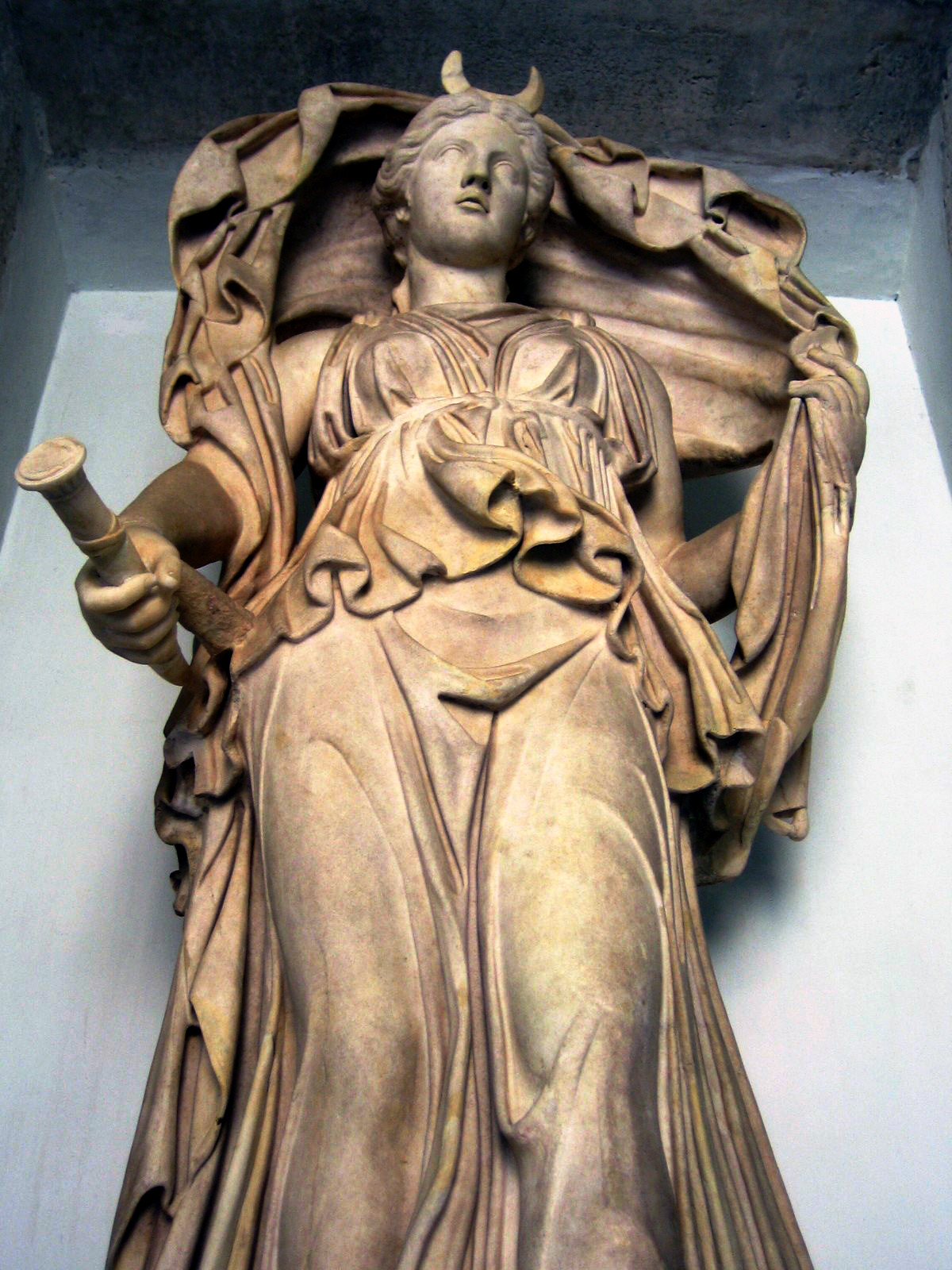
Estàtua de la deessa Selene a Roma.

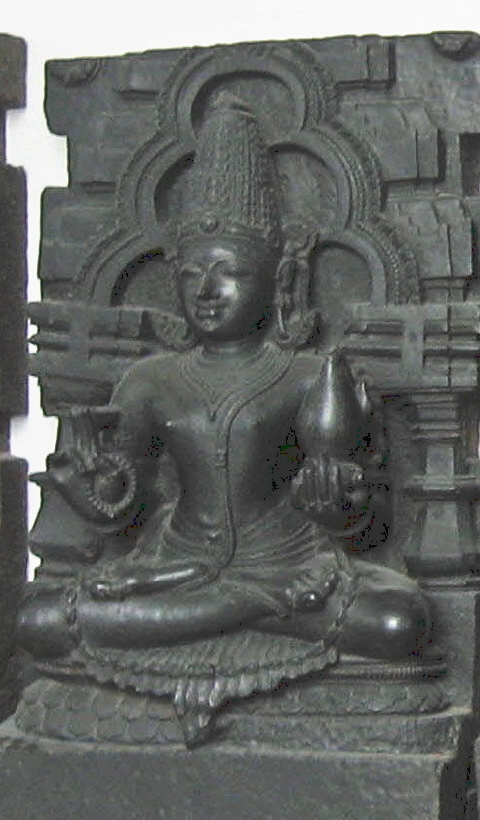
Chandra, el déu de la lluna a l'hinduisme.

La lluna com a divinitat és una figura constant en les mitologies d'arreu del món.
El culte a la lluna és constant des de la prehistòria, s'han trobat petits ídols amb forma de lluna (a vegades barrejat amb el culte al brau, per les banyes) de l'edat del bronze.

## Mitologia
La divinitat lunar és masculina (déu de la Lluna) o femenina (deessa de la Lluna) segons el lloc i la cultura. En algunes mitologies s'oposa al Déu del Sol, formant un matrimoni celestial.
La lluna com a figura femenina s'associa a la menstruació. Hom diu que el cicle de la lluna i la regla tenen la mateixa durada. Aquesta relació pot ser explícita o no segons els tabús o normes socials de cada cultura.

## Llista de divinitats lunars
- Mitologia ainu: Chup Kamui
- Mitologia àrab: Hubal, Hilal, Sin, Ta'lab, Wadd
- Mitologia basca: Ilazki
- Mitologia celta: Gontia, Lair baln
- Mitologia dahomeana: Gleti
- Mitologia egípcia: Thoth
- Mitologia etrusca: Losna
- Mitologia grega: Selene, Àrtemis
- Mitologia hindú: Anumati, Chandra, Soma
- Mitologia inca: Coniraya
- Mitologia inuit: Alignak, Igaluk, Tarquiup Inua
- Mitologia japonesa: Tsukiyomi
- Mitologia lituana: Meness
- Mitologia lusitsna: Ataegina
- Mitologia maia: Ixchel
- Mitologia nòrdica: Mani
- Mitologia persa: Pah
- Mitologia romana: Diana, Luna
- Mitologia sumèria: Sin (després Enzu), Nanna
- Mitologia xinesa: Chang'e
- Mitologia del vudú: Kalfu

## Folklore
En la cultura popular catalana la lluna com a figura antropomorfa és protagonista d'una cançó tradicional. El mot pruna segons el Diccionari nord-català de Cristià Camps i Renat Botet designa el tres quarts de la lluna, fase intermediària entre la mitja i plena lluna. dol és la lluna nova, el tamborí, la plena lluna, i els flabiols són les dues meitats de lluna.
Joan Coromines al Decat (II, 283b48-56) esmena aquesta cançoneta: “[…] quan érem petits ens ensenyaven a fer sardana cantant “la lluna, la bruna, / vestida de dol: / son pare la crida, / sa mare la vol” [...].1” (II, 283b11-13) “1 Quan no hi ha clar de lluna ―l'astre entre núvols o en les seves fases baixes― la lírica popular consola el poble menut amb una al·lusió, vaga i a mitges dites, als astres majors que li governen l'òrbita (pare i mare, ¿sol i terra?). Però la quitxalla ja no coneixia l'adjectiu bru, i dèiem la pruna ―i no sé si molts dels qui ens educaven o criaven, també.”
Aquesta visió femenina de la lluna és molt antiga i té els seus orígens en la mitologia popular:
LA LLUNA, LA PRUNA
La lluna, la pruna (/la bruna) 
vestida de dol, 
son pare la crida (/sa mare la crida)
i sa mare no vol... (/son pare la vol/son pare no ho vol)
Aquesta cançoneta té altres versions:
LA LLUNA, LA PRUNA (versió 2)
La lluna, la pruna 
vestida de dol; 
el pare la crida
la mare la vol ...
en planxa faldilles 
també un davantal, 
per anar mudada
la nit de Nadal.
Jo me la meno meno 
jo me la vull menar; 
jo me la menaria
i no me la volen dar.
LA LLUNA, LA PRUNA (versió 3)
La lluna, la pruna 
vestida de dol; 
sa mare la crida
son pare no ho vol ...
La lluna, la pruna 
i el sol matiner, 
sa mare la crida
son pare també.
Hi ha diverses variants, com aquesta del Maestrat: La lluna la pruna, | lo sol mariner, | son pare la crida, | sa mare també o del Rosselló: La lluna la pruna, | vestida de dol | amb un tamborí | i dos flabiols.